# John Sanford Moore
John Sanford Moore est un acteur, un animateur de radio, un critique de cinéma et un scénariste canadien né le 5 juin 1966 à Montréal (Canada). 

## Biographie
Végétarien, il a étudié au collège Vanier. Il est présent sur les ondes de CJAD.

## Filmographie

### comme Acteur
- 1995 : Witchboard III: The Possession : Reporter
- 1995 : Hiroshima (TV) : Sailor
- 1997 : État d'urgence (The Peacekeeper) : Reporter
- 1998 : The Sleep Room : Young Lashbrook
- 1998 : The second arrival: l'invasion finale (The Second Arrival) : T.V. Anchor
- 1999 : Sci-Squad (série TV) : Mother (voix)
- 1999 : Bonanno: A Godfather's Story (TV) : Court House Reporter
- 2000 : XChange : Male Newsreader
- 2000 : Isn't She Great : Bob Shawcross
- 2000 : Mon voisin le tueur (The Whole Nine Yards) : Bank Manager
- 2000 : Audrey Hepburn, une vie (The Audrey Hepburn Story) (TV) : Reporter #1
- 2000 : The Growing Pains Movie (TV) : Timothy James
- 2000 : Reaper : Gabriel Gold
- 2001 : L'Innocence en sursis (Life in the Balance) : Reporter #1
- 2001 : Driven : Track Announcer
- 2001 : Témoins en sursis (Hidden Agenda) : Renee's Lawyer
- 2001 : Dead Awake : Minister
- 2002 : The House on Turk Street : Weatherman
- 2003 : Nightwaves (TV) : TV Reporter #1
- 2003 : Mystery Ink (série TV) : Host
- 2003 : The Reagans (en) (TV) : Debate Moderator
- 2004 : Le Jour d'après (The Day After Tomorrow) : New York Reporter